# Agung Rai Museum of Art

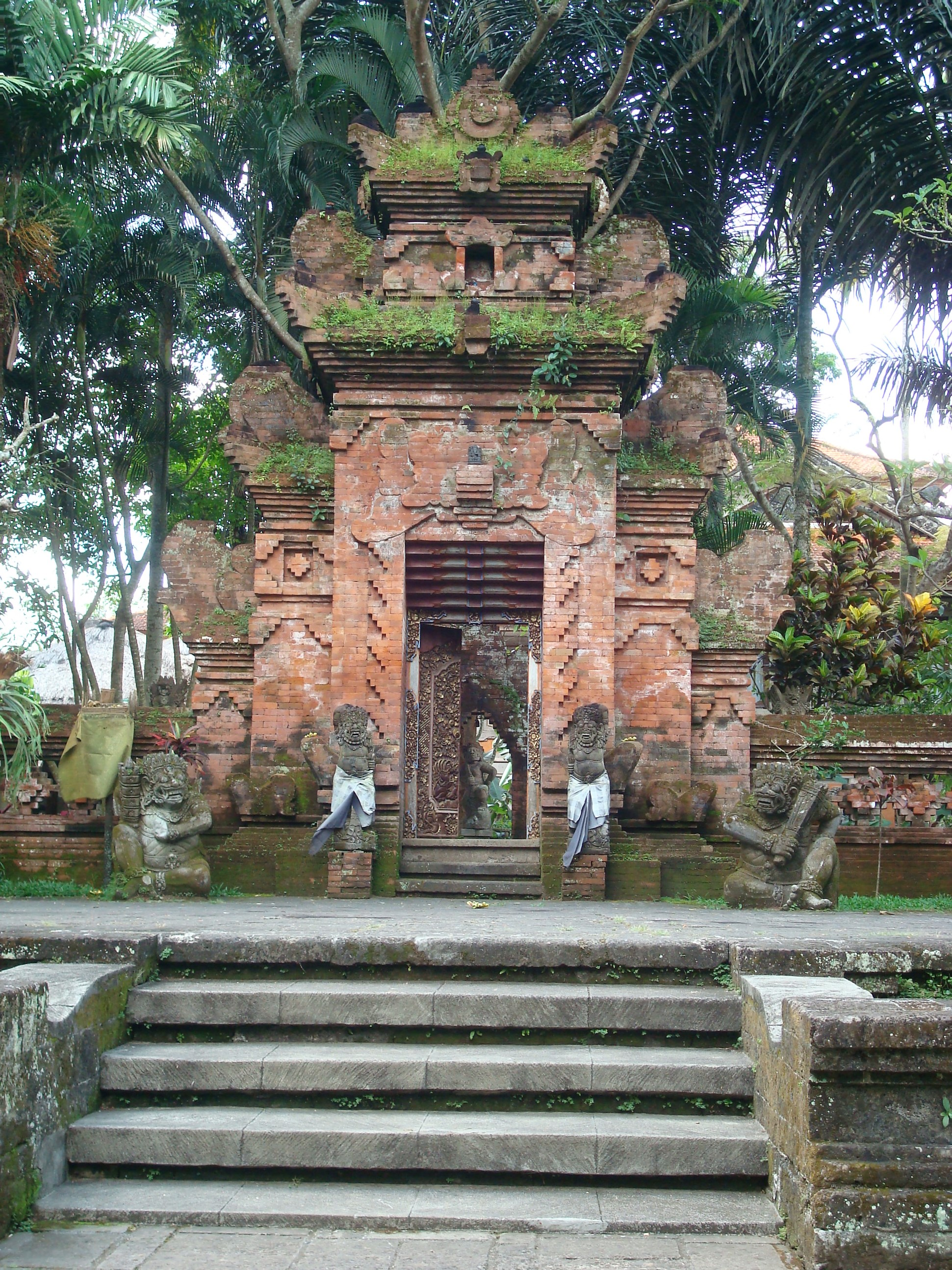
Eingang zum Agung Rai Museum of Art

Das Agung Rai Museum of Art (ARMA) ist ein Kunstmuseum in Ubud auf Bali, Indonesien.
Das in einer Gartenanlage liegende Kunstmuseum wurde am 9. Juni 1996 offiziell durch den damaligen indonesischen Minister für Erziehung und Bildung, Wardiman Djojonegero, eröffnet. Das ARMA wird von der gleichnamigen Stiftung verwaltet, die am 13. Mai 1996 gegründet wurde. Die Dauerausstellung enthält Gemälde örtlicher und auch auswärtiger Künstler, die auf Bali gelebt haben. Ein Teil der Bilder befindet sich im Besitze der ARMA-Stiftung, ein anderer wurde von der Familie Agung Rai auf Leihbasis zur Verfügung gestellt. Neben der Kunstausstellung finden im ARMA Theater- und Tanzaufführungen statt und es werden Schulungskurse und Workshops angeboten.
Die Kunstsammlung reicht von traditionellen Werken, wie zum Beispiel Gemälden auf Baumrinde im Kamasan-Stil oder Meisterwerke der 30er und 40er Jahre von Künstlern aus Batuan, bis zu zeitgenössischer Kunst. Es ist das einzige Museum auf Bali, in dem Gemälde von Walter Spies, einem deutschen Künstler, der in den 30er Jahren in Bali gelebt und gewirkt hatte, und Raden Saleh, der als Gründer der modernen indonesischen Malerei gilt, ausgestellt sind. Des Weiteren sind Werke balinesischer Meister wie zum Beispiel I Gusty Nyoman Lempad, Ida Bagus Made, Anak Agung Gde Sobrat und I Gusti Made Deblog sowie von auswärtigen Künstlern, die auf Bali gelebt haben, ausgestellt. Unter diese fallen Willem Gerard Hofker, Rudolf Bonnet, Adrien-Jean Le Mayeur und Willem Dooijewaard.
Das Museum besteht aus mehreren, im balinesischen Stil entworfenen Gebäuden, die jedoch größer sind als traditionelle Bauwerke. Zum Bau wurden, soweit möglich, lokale Baustoffe verwendet. Die zwei Hauptgebäude sind das 3300 m² große Balé Daja und das 1200 m² große Balé Dauh. Sie sind von einer weiträumigen Gartenanlage mit Teichen und Springbrunnen umgeben. Gleichfalls auf dem Gelände des Museums befinden sich das Hotel Arma Resort sowie zwei Restaurants.